# What Video Games Have to Teach Us About Learning and Literacy
What Video Games Have to Teach Us About Learning and Literacy é um livro de James Paul Gee que enfoca os princípios de aprendizagem em videogames e como esses princípios podem ser aplicados às salas de aula do 1º ,2º e 3º ciclo. Os videogames podem ser usados como ferramentas para desafiar os jogadores, quando eles são bem sucedidos. Eles motivam os jogadores a perseverar e simultaneamente ensinam os jogadores a jogar o jogo. Esses jogos oferecem um vislumbre de como se podem criar novas maneiras e mais poderosas de aprender nas escolas, comunidades e locais de trabalho. Gee começou o seu trabalho em videogames identificando trinta e seis princípios de aprendizagem que estão presentes - mas não exclusivos - no design de bons videogames. Ele defende ainda, a aplicação desses princípios no ambiente de sala de aula. O que os videogames ensinam-nos sobre aprendizagem e alfabetização, e é uma convocação a educadores, professores, pais e administradores para mudar a abordagem da pedagogia. 

## Resumo
Gee começou a jogar videogames quando o seu filho (então) de seis anos precisava de ajuda para jogar o jogo de solução de problemas Pajama Sam. Quando ele descobriu o quanto de diversão que o filho tinha e quanta atenção e tempo ele passou a resolver os problemas do jogo, Gee decidiu começar a jogar videogames sozinho e começou a analisar o que faz as pessoas gastarem tempo e dinheiro em videogames. Para sua surpresa, bons videogames eram "duros, longos e complexos", e ele frequentemente precisava de usar recursos externos para aprender coisas necessárias para completar o jogo. No entanto, quando um jogo é muito fácil e / ou muito curto, os jogadores não se sentem compelidos por ele e simplesmente não continuarão a jogar. Os novos desafios, o potencial de aprendizagem e as lutas consistentes desses jogos também tornam os videogames motivadores e divertidos para o utilizador. 
Gee tem uma abordagem pessoal para explicar como o mundo interativo e imersivo de um videogame envolve o jogador de maneiras que a educação formal pode ser insuficiente. Ele argumenta que os jogadores não costumam ler o manual antes de jogar - eles jogam o jogo e depois olham para o manual. Ele sugere que, em essência, isso é o que é exigido dos alunos quando eles são solicitados a ler um livro-texto antes que a informação seja colocada em contexto - antes que eles possam jogar "o jogo".  Gee tem uma visão otimista dos videogames, reunindo uma lista de princípios de aprendizagem comum encontrados nesses jogos.  Ele desafia a suposição de que os videogames são uma perda de tempo e aponta maneiras pelas quais, quando jogados num ambiente que estimula o pensamento crítico, os videogames podem  tornar-se excelentes ferramentas de ensino.  Ele também refere que os jogos não são fáceis, e que é precisamente a natureza desafiadora que mantém o jogador envolvido. Gee sugere que, se os alunos em ambientes educacionais formais tivessem a capacidade de construir o seu próprio conhecimento, como os jogadores fazem quando atingem um nível, o aprendizado mais progressivo seria seguido, em vez da frustração que é sentida pelos alunos em contextos académicos. 
Alguns dos princípios de aprendizagem que os bons jogos incorporam incluem: desenvolvimento de identidade, abordagens interativas, produção de estudantes, tomada de risco, personalização individual, agência pessoal, problemas bem ordenados, desafios e consolidação, "just-in-time" e "on demand" ", significados situados, pensamento sistémico, exploração ativa, pensar lateralmente, repensar objetivos, usar ferramentas inteligentes e conhecimento distribuído, envolver-se em equipas multifuncionais e estimular o desempenho antes da competência. 

## Princípios de aprendizagem

### Domínios de aprendizagem e semiótica
- Princípio de Aprendizagem Crítica, Ativa: Todos os aspectos do ambiente de aprendizagem devem ser configurados para encorajar a aprendizagem ativa e crítica, em vez de ambientes de aprendizagem tradicionalmente passivos. O aprendizado ativo requer que o aluno entenda e use gramáticas de design do domínio semiótico em que ele está a aprender. A aprendizagem crítica ocorreu quando o aluno pode-se envolver, refletir, criticar e alterar elementos do design.
- Princípio de Design: Aprender sobre princípios de design e apreciar o design.
- Princípio Semiótico: Identificar, compreender e apreciar as relações entre os sistemas de símbolos. Os símbolos podem incluir palavras, imagens, ações, artefatos, etc.
- Domínios Semióticos Princípio: Domínio em um domínio semiótico para que se possa participar da comunidade apropriada de prática. Um domínio semiótico usa uma determinada modalidade (imagens, equações, símbolos, etc.) para comunicar mensagens a outras pessoas. Exemplos de domínios semióticos incluem psicologia cognitiva, jogos de tiro na primeira pessoa e biologia celular.
- Meta-Nível Pensando sobre os Domínios Semióticos Princípio: Os alunos podem pensar criticamente sobre as relações entre múltiplos domínios semióticos. Por exemplo, como os conceitos encontrados na Psicologia Cognitiva se relacionam com os jogos de tiro na primeira pessoa?

### Aprendizagem e identidade
- "Moratória Psicossocial" Princípio: As consequências do mundo real não existem, permitindo que os alunos assumam maiores riscos. Por exemplo, no mundo de jogos, os alunos são capazes de "experimentar" diferentes identidades relacionadas com o género, etnia e até espécies. Da mesma forma, os ambientes de jogo permitem que os alunos façam várias tentativas em direção a uma determinada recompensa (ou seja, novo nível, chefe) sem quaisquer consequências no mundo real. Isso cria um espaço seguro para o aluno envolver-se totalmente com o ambiente.
- Princípio de Aprendizado Comprometido: Os alunos participarão em compromissos ampliados como uma extensão das suas identidades do mundo real em relação às suas identidades virtuais. O aluno sente o compromisso de continuar o seu esforço e prática.
- Princípio da Identidade: O aluno é capaz de escolher múltiplas identidades de tal forma que elas possam refletir sobre identidades "novas" e "antigas". Gee identifica especificamente que os alunos têm uma identidade do mundo real, uma identidade virtual e uma identidade projetiva.
- Princípio do autoconhecimento: o aluno aprende sobre si mesmo e sua potencial gama de habilidades, num processo auto-reflexivo.
- Amplificação do Princípio de Entrada: O aluno é capaz de inserir uma entrada pequena, mas recebe uma saída muito maior. Este princípio examina quanto esforço é necessário pelo aprendiz para receber alguma recompensa.
- Princípio de Realização: O aluno precisa de recompensas intrínsecas que sejam adaptadas ao nível, esforço e domínio do aluno.

### Significado e aprendizagem situados
- Princípio da Prática: Os alunos precisam de muita prática no contexto em que estão envolvidos com o material, não entediados com ele.
- Princípio de Aprendizagem Contínuo: O aluno passará por ciclos de aprendizagem de novos materiais, automatizando o material, desfazendo alguma automatização e reorganizando a automatização.
- "Regime de Competência" Princípio: O aluno pode atuar no limite da sua compreensão para tornar os conceitos difíceis, mas não impossíveis.
- Princípio da sondagem: Aprendemos interagindo com o mundo, refletindo sobre as nossas ações, formando hipóteses, reavaliando o mundo e, então, aceitando ou repensando essas hipóteses.
- Princípio das Rotas Múltiplas: Os alunos recebem uma série de caminhos para prosseguir, nos quais o aluno pode escolher com base em seus pontos fortes, pontos fracos e estilos específicos de aprendizagem.
- Princípio do Significado Situado: Todos os significados dos signos estão situados em experiências incorporadas do aprendiz.
- Princípio do texto: Os textos não são entendidos apenas pela compreensão das palavras no texto, mas pela compreensão dos textos através da experiência.
- Princípio Intertextual: Os alunos compreendem as conexões entre os textos, compreendendo, através da experiência, o significado de alguns textos e relacionando esse significado com outros textos relacionados.
- Princípio Multimodal: O significado é aprendido através de múltiplas modalidades além de palavras (por exemplo, sons, imagens).
- "Inteligência material" Princípio: Ferramentas, tecnologias, objetos materiais e o ambiente contêm informações que o aluno pode aceder por meio da interação.
- Princípio do Conhecimento Intuitivo: O conhecimento que não pode necessariamente ser verbalizado, como o conhecimento adquirido através da prática de uma tarefa, é valioso.

### Transferência de conhecimento
- Princípio do Subconjunto: O aprendizado ocorre primeiro num subconjunto simplificado do domínio real.
- Princípio Incremental: Os alunos criam conexões em estágios iniciais e mais fáceis que os ajudam em etapas posteriores e mais difíceis.
- Princípio da Amostra Concentrada: O aluno ganha experiência com conceitos / ações fundamentais desde o início para que ele possa aprendê-los bem.
- Princípios Básicos de Baixo para Cima Princípio: As habilidades básicas são aprendidas no contexto.
- Informações Explícitas On-Demand e Just-in-Time Princípio: Informações são fornecidas em momentos cruciais para maximizar as respostas adequadas.
- Princípio da Descoberta: O aluno é ensinado muito pouco explicitamente e, em vez disso, é permitido explorá-lo e descobri-lo por conta própria.
- Princípio de transferência: Os alunos têm a oportunidade de aplicar o aprendizado de etapas anteriores a etapas posteriores.

### Modelos culturais
- Modelos Culturais Sobre o Mundo Princípio: Os alunos podem refletir sobre os seus modelos culturais de maneira "externa" às identidades do mundo real.
- Modelos Culturais Sobre o Princípio da Aprendizagem: Os alunos podem refletir sobre os seus modelos culturais em relação à aprendizagem e sobre si mesmos como aprendizes de uma maneira "externa" às identidades do mundo real.
- Modelos culturais sobre os domínios semióticos Princípio: Os alunos podem refletir sobre seus modelos culturais em relação a domínios específicos sobre os quais estão aprendendo de maneira "externa" às identidades do mundo real.

### Aprendendo como uma atividade social
- Princípio Distribuído: Textos, ferramentas, pessoas e tecnologia estão em rede para que a informação seja distribuída entre eles.
- Princípio Disperso: O aluno compartilha conhecimento com outras pessoas que ele / ela pode nunca se encontrar face a face.
- Princípio do Grupo de Afinidade: Os alunos formam grupos com identidades, metas e práticas compartilhadas, e não por raça, sexo ou nacionalidade.
- Princípio Insider: O aluno contribui para o jogo e não é apenas um consumidor passivo.

## Recepção critica
O livro de Gee foi geralmente bem recebido pelos críticos como um projeto ambicioso que foi "atencioso, único e apaixonado".  No entanto, Gee não escapa das críticas. Primeiramente, ele foi criticado pelo seu fracasso em reconhecer outros estudiosos que trabalham em campos similares da teoria dos jogos, especificamente as teorias de Janet Murray sobre agência e identidade em jogos e a bolsa de estudos sobre motivação de Thomas Malone .  Gee também foi criticado por confiar demais nas suas experiências pessoais como evidência empírica  e por romantizar os jogos que ele discute. 

## Aplicação da teoria
O livro de Gee é usado no argumento de Kimon Keramidas  explicando os processos de aprendizagem dos jogadores. Alguns dos esquemas e elementos que são usados no design de jogos podem ser usados analogamente como "frameworks para reconsiderar as estruturas de experiências em sala de aula, currículos e desenvolvimento de programas. "O que estamos aprendendo com jogos (tanto criando quanto jogando) pode ser usado pelos professores para melhorar seu ensino e preparar melhor os estudantes para uma sociedade baseada na tecnologia".  Keramidas considera seis características do jogo (definição de Jesper Juul ): regras, resultado quantificável por variável, valores atribuídos a possíveis resultados, esforço do jogador, jogador associado ao resultado e consequências negociáveis para comparar jogos com sistemas de aprendizagem.  Regras (um componente chave de qualquer jogo) são muito importantes na criação de um bom ambiente de aprendizagem. Os resultados que um jogador consegue ao jogar um jogo são o que torna os jogos atraentes e interessantes; os resultados na educação (as duas séries e a quantidade de conhecimento que o aluno obterá como resultado da aprendizagem) são eficazes, somente se os planos de estudo e currículos forem atraentes para os alunos e as tarefas usadas para medir a aprendizagem dos alunos motivarem os alunos. Os alunos aprenderão quando colocarem esforço e tempo no seus estudos, e envolver-se-ão no seu aprendizado se acreditarem que o possível resultado vale o seu trabalho e esforço. O que a experiência do aluno e o aprendizado na escola não podem (e não devem) ser separados da vida real, e os alunos devem ser encorajados a entender que ganhar conhecimento é comparável à obtenção de recompensas nos jogos (consequências negociáveis - jogador não é exigido pelas regras do jogo mundo real, mas as consequências do jogo "podem transbordar" para a vida do jogador. 
Katie Salen promove jogos como uma ferramenta de aprendizagem para o século XXI. Ela ajudou a projetar e lançar o Quest to Learn  onde a aprendizagem ocorre jogando e explorando jogos. O currículo é organizado em torno da ideia de que "os jogos digitais são fundamentais para as vidas das crianças de hoje e também, à medida que a sua velocidade e capacidade crescem, ferramentas poderosas para a exploração intelectual". 

## Edições
1. ↑  «A Review of What Video Games Have to Teach Us About Learning and Literacy». Consultado em 9 de maio de 2019. Arquivado do original em 13 de janeiro de 2005
2. ↑  «Review of James Paul Gee's What Video Games Have to Teach Us About Learning and Literacy»
3. ↑  «What Video Games Have To Teach Us About Learning and Literacy»
4. 1 2  «James P. Gee's What Video Games Have to Teach Us About Learning and Literacy: A Review»
5. ↑  Gee, James Paul. "Good video games and good learning." Phi Kappa Phi Forum, vol. 85, no. 2, (2005): 34-37
6. ↑  «Book review: "What Video Games Have to Teach Us About Learning and Literacy"»
7. 1 2  «review of James Paul Gee's What Video Games Have to Teach Us About Learning and Literacy»
8. 1 2  «What Games Have to Teach Us About Teaching and Learning: Game Design as a Model for Course and Curricular Development». Currents in Electronic Literacy. Consultado em 9 de maio de 2019. Arquivado do original em 12 de junho de 2010
9. ↑  «The game, the player, the world: looking for a heart of gameness.»
10. ↑  Quest to Learn
11. ↑  «Learning by playing: Video games in the classroom»